# La culpa
La culpa (lit. A culpa) é uma telenovela mexicana produzida por Yuri Breña e Pinkye Morris para a Televisa e exibida pelo Canal de las Estrellas entre 12 de agosto e 11 de outubro de 1996.
Estreou às 20:00, porém 1 mês depois, em 16 de setembro passou a ser exibida às 18:00.
Foi protagonizada por Tiaré Scanda e Raúl Araiza e teve atuação antagônica de Manuel Ojeda e Pedro Armendariz.

## Enredo
Isabel, filha adotiva de Mariano e Andrea Lagarde, conhece Miguel, filho de um antigo campeão de boxe e de classe média, mas com um futuro brilhante. Os dois apaixonam-se loucamente, mas Miguel está envolvido no acidente em que a irmã de Isabel, Juana Inés, morre, e Mariano tenta destruir a jovem a fim de obter justiça.
Os dois jovens serão forçados a deixar o seu amor e lealdade aos seus pais para trás a fim de encontrar o verdadeiro culpado.

## Elenco
- Tiaré Scanda - Isabel Lagarde
- Raúl Araiza - Miguel Nava
- Manuel Ojeda - Mariano Lagarde
- Pedro Armendáriz Jr. - Tomás Mendizábal
- Alma Muriel - Andrea Lagarde
- Delia Casanova - Graciela
- Julieta Egurrola - Irma
- Manuel "Flaco" Ibáñez - Raúl Nava
- Ana Martín - Cuquita Mendizábal
- Alfonso Iturralde - Rafael Montalvo
- Mario Iván Martínez - Dr. Castellar
- Bruno Bichir - Adolfo Mendizábal
- Gabriela Araujo - Miriam
- Germán Gutiérrez - Víctor
- Zaide Silvia Gutiérrez - Nemoria
- Evangelina Sosa - Paty
- Tina Romero - Lorena
- Alicia Montoya - Manuela
- Juan Verduzco - Director Universidad
- Ivette Proal - Edith
- Gabriela Platas - Blanca
- Mauricio Aspe - Toño
- Bárbara Ferré - Claudia
- Paula Sánchez - Juana Inés Lagarde
- Oscar Uriel - Alejandro
- Eduardo Schillinsky - Javier
- Gustavo Navarro - Franco
- Zoraida Gómez - Ceci
- María Fernanda Malo - Lulú
- Eric del Castillo - Lic. Yllades
- Silvia Contreras - Conchita
- Linda Elizabeth - Rocío
- Yamil Atala - Lucas
- Ricardo D'León - Matías
- Claudia Eliza Aguilar - Enedina
- Antonio Muńiz - Ricky
- Héctor Sánchez - Felipe
- Ramón Coriat - Pedro
- Socorro de la Campa - Felicia
- Luis Reynoso - Justino
- Jonathan Herrera - Tino
- Monserrat Mora - Bebé de Nemoria
- Juan Ramón del Castillo - Tobías
- Evelyn Solares - Vecina de Nemoria
- Marco Antonio Zetina - Dr. de la Fuente
- Carlos Ramírez - Lic. Marín
- Seraly Morales - Secretaria
- Tony Marcin - Connie
- Eduardo Cáceres - Molina
- Adriana Strauss - Periodista
- Miguel A. Gandarela - Reportero
- Alejandra Murga - Comentarista
- Floribel Alejandre - Queta
- Rubén Gondray - Ministerio Público
- Sofía Olivia Cruz - Tere
- Evangelina Martínez - Madre Elvira
- Rafael Horta - Actuario
- Marco Antonio Novelo - Vigilante